# 復活節守夜禮
基督宗教於逾越節三日慶典中，於復活主日前夜或天亮前所行的禮儀。

## 中心意義
除了慶祝耶穌復活外，同時會舉行入門聖事：入門聖事便是整個逾越節的核心。
候洗者和教徒藉著入門聖事重現耶穌復活，並以此使自身和整個教會死而復生，逾越更新。

## 儀式

### 燭光禮

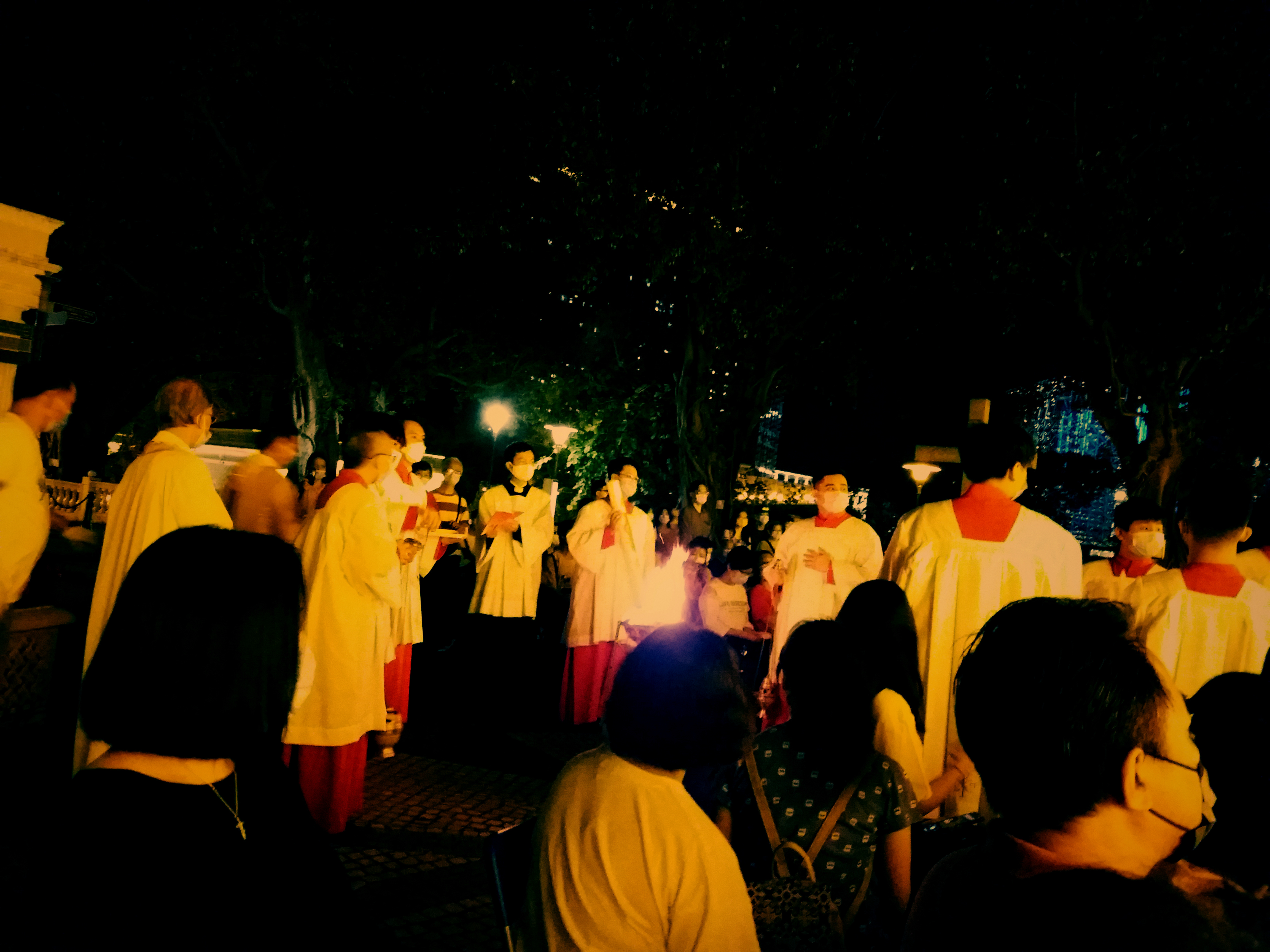
燭光禮

為復活節守夜禮的序幕，以火焰所帶來的光暗對比，象徵耶穌的復活。
1. 於黑暗中祝福火焰
2. 點燃復活蠟燭
3. 詠唱「逾越頌」

### 聖道禮
請參閱維基百科「彌撒」此條目中所書寫的「聖道禮儀」。
而於聖經的選讀上，必定會選讀出古紀十四章中以色列民過紅海的一段，因為此為新約逾越洗禮的預像。

### 入教聖事
由聖洗聖事和堅振聖事所組成。
須注意，若是成人受洗則必定得於受洗後立即領受堅振聖事；若無法領受堅振聖事，便不得領洗。
1. 聖洗聖事
2. 堅振聖事

### 聖祭禮儀
請參閱維基百科「彌撒」此條目中所書寫的「聖祭禮儀」。
由於會有新教友的加入，因此於聖祭禮儀時應當提醒教友，聖體奧蹟是為入教聖事的最高峰。